# Belisana strinatii
Belisana strinatii is een spinnensoort uit de familie trilspinnen (Pholcidae). De soort komt voor in Maleisië. 